# Pleasant Valley (Dakota del Sur)
Pleasant Valley es un territorio no organizado ubicado en el condado de Perkins en el estado estadounidense de Dakota del Sur. En el Censo de 2010 tenía una población de 0 habitantes y una densidad poblacional de 0 personas por km².

## Geografía
Pleasant Valley se encuentra ubicado en las coordenadas 45°40′37″N 102°30′24″O / 45.67694, -102.50667. Según la Oficina del Censo de los Estados Unidos, Pleasant Valley tiene una superficie total de 92.03 km², de la cual 91.87 km² corresponden a tierra firme y (0.17%) 0.16 km² es agua.

## Demografía
Según el censo de 2010, había 0 personas residiendo en Pleasant Valley. La densidad de población era de 0 hab./km². De los 0 habitantes, Pleasant Valley estaba compuesto por el División entre cero% blancos, el División entre cero% eran afroamericanos, el División entre cero% eran amerindios, el División entre cero% eran asiáticos, el División entre cero% eran isleños del Pacífico, el División entre cero% eran de otras razas y el División entre cero% pertenecían a dos o más razas. Del total de la población el División entre cero% eran hispanos o latinos de cualquier raza.